# Salpornis spilonota
Salpornis spilonota е вид птица от семейство Certhiidae.

## Разпространение
Видът е разпространен в Ангола, Ботсвана, Буркина Фасо, Гана, Гвинея, Гвинея-Бисау, Етиопия, Замбия, Зимбабве, Индия, Камерун, Демократична република Конго, Кот д'Ивоар, Кения, Малави, Мозамбик, Нигерия, Сенегал, Сиера Леоне, Судан, Танзания, Уганда, Централноафриканската република, Чад и Южен Судан.